# 北海道道315号十勝港線
北海道道315号十勝港線（ほっかいどうどう315ごう とかちこうせん）は、北海道広尾町内を結ぶ一般道道である。

## 概要

### 路線データ
- 起点：北海道広尾郡広尾町会所前2丁目（重要港湾 十勝港）
- 終点：北海道広尾郡広尾町本通2丁目（国道336号交点）
- 総延長：0.407 km
- 実延長：0.395 km
- 重用延長：0.012 km

### 道路管理者
- 十勝総合振興局 帯広建設管理部 大樹出張所

## 歴史
- 1957年（昭和32年）7月25日 - 290号として路線認定[1]。
- 1994年（平成6年）10月1日 - 路線番号を315号に変更[2]。

## 地理

### 通過する自治体
- 十勝総合振興局
  - 広尾郡広尾町

### 交差する道路
広尾町
- 国道336号 - 本通2丁目（終点）